# Perdida (novela)
Perdida es una novela de 2012 escrita por la autora estadounidense Gillian Flynn. La obra narra la desaparición de la esposa de Nick Dunne y cómo las sospechas de que se haya cometido un crimen recaen sobre él.
Una adaptación cinematográfica de la novela dirigida por David Fincher y protagonizada por Ben Affleck y Rosamund Pike fue estrenada en octubre de 2014. 

## Trama
Nick se dirige en su coche al «The Bar», el bar del que es copropietario junto con Margo, su hermana melliza, a la que le lleva el juego de Mastermind, y contándole mientras se toma un bourbon que es el día de su quinto aniversario de boda.
8 de enero de 2005. Amy escribe en su diario lo feliz que le hizo conocer durante una fiesta a Nick, un chico estupendo que se presenta ante ella como un tipo de Missouri que escribe para una revista masculina, logrando atraer la atención de ella que dice escribir test de personalidad para revistas.
Cuando se marchan de la fiesta él la acerca hasta un callejón donde un camión descarga sacos de azúcar para una panadería, estando el azúcar flotando en el aire, y bajo esa nube, y tras limpiar sus labios la besa, haciendo tras ello el amor.
En el bar, Margo le pregunta si Amy ha preparado un año más la búsqueda del tesoro, lo que para él es la forma de demostrar que su marido es un desconsiderado, pues el año anterior ella se enfadó porque no supo descifrar uno de sus enigmas, y, aunque al principio era divertido, recordando que el primer año era el de papel y le regaló un cuaderno para que escribiera su novela y él a ella una cometa, en el 4º, que eran flores le regaló un rosal seco, no sabiendo qué regalar en ese 5º de madera.
Mientras hablan reciben una llamada de su vecino, "el mirón" que le obliga a regresar a su casa, donde encuentra a su gato fuera y la puerta abierta, encontrando, una vez dentro, su salón revuelto y con signos de pelea, no estando su esposa en casa.
Poco después llegan a su casa la detective Rhonda Boney y el oficial Jim Gilpin, que inspeccionan el lugar mientras Nick les cuenta que llegaron a vivir a Misuri desde Nueva York dos años antes cuando su madre enfermó de cáncer.
En su inspección encuentran una mancha de sangre sobre la chimenea, descubriendo luego en otra sala una pared con fotos de la "Asombrosa Amy", un personaje de libros infantiles muy popular, reconociendo Nick que su esposa es su autora.
24 de febrero de 2007. Amy escribe en su diario que la "Asombrosa Amy" va a casarse, habiendo preparado sus padres una fiesta para presentar esa última novela
Mientras responde a los periodistas ante los que reconoce que al contrario de su personaje ella no está casada, uniéndose a sus contertulios como un periodista más, Nick, que también le pregunta por su historia de amor, afirmando que los demás compañeros le contaron que no estaba casado, algo que, afirma, debe arreglarse, mostrándole un anillo de compromiso
Nick acude con la detective a la comisaría donde toman su ADN y huellas, volviendo a contar que es dueño del bar y que da clases de literatura creativa, y que su mujer lee mucho, pero no tiene amigos, desconociendo su grupo sanguíneo.
Poco después Rhonda le indica que debe hablar con los padres de Amy y advertirles que van a convocar una rueda de prensa, descubriendo mientras llama, que está su padre en comisaría tras haberse escapado de Comfort Hill, su residencia, asegurando a la policía que lo custodia que no pudieron contactar con él porque estaba allí en la comisaría donde carece de cobertura, llevando a su padre de regreso a la residencia.
5 de julio de 2009: tras dos años de matrimonio Nick y Amy siguen felices y apasionados, teniendo incluso relaciones sexuales en una biblioteca pública, entregándose sus regalos del 2º aniversario, de algodón, en un restaurante, comprobando que ambos compraron el mismo juego de sábanas.
Nick va a casa de Margo mientras la policía procesa su casa, asegurándole Margo que si la secuestraron la devolverán, aconsejándole que busque un abogado.
Entretanto la detective Rhonda Boney es abordada por una vecina, Noelle Hawthorne, que le asegura que es la mejor amiga de Amy.
Una vez dentro y tras examinar la contabilidad de la pareja ven que la casa, el coche, las tarjetas de crédito e incluso el bar están a nombre de Amy, encontrando tras ello, y entre las prendas íntimas de Amy un sobre que pone "pista uno".
6 de julio. Un día desaparecida.
Los padres de Amy llegan desde Nueva York para la rueda de prensa en la que informan de la desaparición de Amy, y solicitan ayuda, diciéndole tras ello a Nick que establecerán un centro de voluntarios para recabar información, con una página web.
Tras ello los padres hablan con Rhonda a la que informan de que su hija ya fue acosada en varias ocasiones, hablándole de un antiguo novio, Desi Collings, que trató de suicidarse cuando ella lo dejó 20 años antes y pidieron una orden de alejamiento, trasladándose a Saint Louis, y de Tommy O'Hara, que la agredió sexualmente.
Rhonda le pregunta a Nick por el sobre encontrado, explicándoles él que es por el juego de la búsqueda del tesoro que ella hace cada año, llevándoles esa primera pista hasta su despacho, donde encuentran unas bragas rojas y una segunda pista que habla de una casa marrón, que él dice ignorar cuál es.
Pero cuando se queda solo corre a la casa de su padre, donde suena la alarma cuyo código no coincide con el que él conocía, recogiendo un tercer sobre antes de ser sorprendido por Jim y Rhonda, que especula con que quizá esa sea la casa marrón, ante lo que Nick les hace observar que la casa es azul.
Su siguiente pista, no compartida le lleva a donde guarda las cosas para su aniversario, aunque él es incapaz de descifrarla.
18 de julio de 2010: tras tres años de matrimonio siguen obsesionados con no mentirse y no parecer una pareja tradicional, pero él está a punto de ser despedido debido a la recesión, y ella teme también por su trabajo, diciéndole a Nick que sus padres pasan también por apuros y que necesitan un préstamo de su fondo de casi un millón, que es casi todo lo que tienen lo que a él le asusta dada su precaria situación.
Pese a ello, Amy lo sorprende unos días más tarde jugando en casa con un videojuego nuevo tras haberse comprado un portátil, enfadándose ella porque siente que él trata de retarla para hacer de ella una mujer vulgar rezongona y controladora, excusándose él debido a que se siente extraño en el paro.

## Composición y publicación
Flynn había sido escritora de Entertainment Weekly y había escrito dos novelas antes de Perdida: Sharp Objects y Dark Places. Estos dos libros son sobre personas incapaces de comprometerse, mientras que en Perdida trató de retratar la forma de compromiso más extrema, el matrimonio: «Me gusta la idea del matrimonio descrito como una historia de “él dijo, ella dijo” y que sea narrado por dos voces en las que tal vez no se pueda confiar». Flynn también ha descrito el matrimonio como «el misterio más grande».
Flynn ha indicado que sus propias experiencias sirvieron como base para el personaje de Nick Dunne, ya que como él ella escribía sobre cultura popular y fue despedida después de varios años en el mismo trabajo. La escritora comentó: «Ciertamente entretejí esa experiencia, ese sentimiento de tener algo que vas a hacer por el resto de tu vida y que te es arrebatada... Yo definitivamente entretejí ese sentimiento de descontento y nerviosismo en el carácter de Nick».
Cuando la cuestionaron sobre cómo hacía para escribir tan realistamente sobre la vida interna de un hombre, Flynn dijo que: «Yo misma soy en parte hombre» y que cuando necesitaba entender algo sobre los pensamientos masculinos le preguntaba a su esposo o a algún amigo. En su ensayo autobiográfico «I Was Not a Nice Little Girl...» («Yo no fui una buena niñita...»), Flynn escribió que ella se inspiró en sus pensamientos internos para el personaje de Amy Dunne y confiesa que durante su niñez tuvo impulsos sádicos como «atontar hormigas y dárselas de comer a arañas». También comentó que cuando era niña jugaba un juego en el que ella era una «niñera bruja» que influenciaba negativamente a sus primos. En el ensayo, la autora argumenta que las mujeres no reconocen sus impulsos violentos ni los incorporan en sus anécdotas personales, mientras que los hombres tienden a atesorar historias sobre su crueldad infantil.
La autora ha mencionado a Diario de un escándalo de Zoë Heller y ¿Quién teme a Virginia Woolf? de Edward Albee como influencias en su estilo y, en particular, en el argumento y temas de Perdida, diciendo que ella admiraba el final «ominoso» de Diario de un escándalo y la patología de un mal matrimonio de ¿Quién teme a Virginia Woolf?. Asimismo, para el final de la novela se inspiró en Rosemary's Baby: «Me encanta que termine con eso, ¿sabes?, “Oye, el diablo está en el mundo, ¿y sabes qué? Parece que a mami le gusta”». Flynn también dijo que entre sus influencias están los escritores de misterio Laura Lippman, Karin Slaughter, George Pelecanos, Dennis Lehane y Harlan Coben, pero que no se limita a leer un solo género y que también admira a Joyce Carol Oates, Margaret Atwood, T. Coraghessan Boyle y Arthur Phillips, quienes son escritores realistas.

## Género
Perdida es un ejemplo de una novela de misterio, de crimen y de suspenso. Una crítica en Reader's Digest indica que el libro es «más que solo una novela de crimen» y que es un «thriller psicológico maestro» que ofrece «una perspectiva provocadora y astuta de dos personalidades complejas». Otra crítica en el Chicago Tribune comentó que Perdida usa muchos de los elementos comunes a los thrillers, pero que esos elementos «mientras cumplen con sus funciones usuales, hacen mucho más, enviándonos en una perturbadora disección de las repercusiones de los sueños fallidos». En su crítica en el The New York Times, Janet Maslin escribió que los elementos de Perdida que «suenan como las maquinaciones comunes de las historias de crimen» en realidad no lo son porque los narradores no son fiables y no se les puede confiar en que transmitan la verdad de sus historias. Salon.com publicó que Perdida contiene elementos literarios que acentúan el género de crimen y que Flynn había llevado «el género a una potencia más alta». La misma Flynn ha comentado que al escribir la novela utilizó el género de misterio como un medio para explorar el tema que realmente le interesaba: las relaciones.

## Temas
Entre los temas de Perdida están la deshonestidad, la manipulación de los medios y el descontento causado por una economía en problemas. Los personajes se mienten a sí mismos y al lector: Amy crea un diario falso para inculpar a su esposo de su asesinato, mientras que Nick no es completamente honesto sobre su relación extramarital con una de sus alumnas. Flynn dijo que al escribir el libro quería explorar como los esposos se mienten el uno al otro: «El matrimonio es parecido a un engaño largo porque tienes que mostrar los mejor de ti durante el cortejo, pero a la misma vez la persona con la que te casas debe amar todos tus defectos. Pero tu pareja nunca ve esos defectos hasta que te empiezas a adentrar en el matrimonio y a liberar un poco».
Varias críticas también han resaltado la manera en que Perdida muestra la naturaleza complicada de las representaciones de los medios de comunicación. Nick aparece culpable a los ojos del público debido a la cobertura de los medios mucho antes de que un juicio se lleve a cabo. Salon.com señaló que «Flynn, una excorresponsal de Entertainment Weekly, representa bien cómo los medios se infiltran en cada aspecto de la investigación de una desaparición, desde el hecho de que Nick sepa que el principal sospecho es el esposo debido a los programas policíacos hasta una Furia de la televisión amarillista buscando vengar a todas las mujeres ultrajadas que está claramente basada en Nancy Grace». Jeff Giles de Entertainment Weekly comentó que la novela también juega con la expectativa del lector de que el esposo sea el asesino, la cual también ha sido moldeada por los medios: «La primera mitad de Perdida es un análisis mordaz y astuto de nuestra cultura al estilo de Nancy Green y de la manera en la que “el mayordomo lo hizo” se convirtió en “el marido lo hizo”». Una crítica en el Daily News también resaltó el enfoque de la novela en lo rápido que el esposo es condenado por los medios: «En una sociedad mediática informada por Nancy Grace, cuando una esposa desaparece es porque el esposo la asesinó. No se necesita un cuerpo para emitir un veredicto». De igual manera, la crítica del San Francisco Chronicle también tomó nota del tema recurrente de la influencia de los medios: «Flynn se mofa de las noticias por cable, de nuestra obsesión por las redes sociales y de la telerrealidad».
Flynn ha dicho que también deseaba capturar en la novela la sensación de derrota que sufren los individuos y las comunidades cuando la economía se contrae. Los dos personajes principales perdieron sus trabajos y se mudaron a un pueblo que está infestado de casas que no se pueden vender y negocios en quiebra. «Quería que todo se sintiera como en bancarrota... Quería que se sintiera como si un matrimonio vacío se mudara a una ciudad vacía en un país cada vez más vacío», dijo Flynn.

## Recepción
Perdida estuvo en el primer puesto la lista de los libros de ficción en cartoné más vendidos de The New York Times durante ocho semanas y estuvo durante 26 semanas en la lista de los libros de ficción en cartoné más vendidos de NPR. El periodista cultural Dave Itzkoff escribió que la novela fue, con la excepción de la serie Cincuenta sombras de Grey, el fenómeno literario más grande de 2012. A un año de su publicación, el libro había vendido más de dos millones de copias, tanto en formato impreso como digital, de acuerdo con la editorial.
Perdida recibió críticas positivas en muchas publicaciones, incluyendo The New Yorker, The New York Times, Time, Publishers Weekly, Entertainment Weekly, Chatelaine, People y USA Today. Los críticos expresaron admiración por el suspenso de la novela, el giro inesperado en relación con el narrador no fiable, su dimensión psicológica y la exposición de un matrimonio que se ha vuelto tóxico. Entertainment Weekly la describió como «un thriller ingenioso y viperino», mientras que The New Yorker dijo que era «una novela en su mayoría bien elaborada» y resaltó cómo presentaba un matrimonio «desmoronado» y «el Medio Oeste impactado por la recesión», aunque el final era un poco «estrambótico».
The New York Times comparó a Flynn con la novelista Patricia Highsmith y comentó que Perdida es el «lanzamiento deslumbrante» de Flynn y que es «astuta, voluble, con sutilmente estratificada y está poblada por personajes tan bien imaginados que es difícil separarse de ellos». Una crítica en USA Today se enfocó en el entusiasmo de los vendedores de libros por la novela y citó al gerente de una librería de Jackson (Misisipi) que dijo que «haría dar vueltas a tu cabeza», mientras que People indicó que la novela era una «lectura veraniega deleitable» que escarba «profundamente en las esquinas más turbias de la psique». Una crítica en Chatelaine alabó el suspenso de libro, su argumento intricadamente detallado y la manera en la que tiene al lector «inquietantemente fuera de balance».
Varios críticos han dicho que escribir sobre la novela es difícil ya que poco de lo que sucede en la primera parte es realmente lo que aparenta. En la revista Time, Lev Grossman describió Perdida como una «casa de espejos» y dijo que «sus contenidos pueden ser posmodernos, pero tiene la forma de un thriller puro sobre la naturaleza de la identidad y los horribles secretos que pueden sobrevivir y prosperar incluso en las relaciones más íntimas».
En un artículo en Salon.com, Laura Miller lamentó que Perdida no hubiera sido considerada para premios prestigiosos como Premio Nacional del Libro o el Premio Pulitzer y argumentó que esto se debía a que era una novela de misterio y los jueces de dichos premios «han evitado honrar cual obra publicada dentro de los géneros populares». Perdida fue elegida para los primeros Salon What To Read Awards (Premios «Que leer» de Salon) en 2012 y estuvo nominada al Baileys Women's Prize for Fiction. Natasha Walter, miembro del jurado de este último premio en 2013, dijo a The Independent que se debatió considerablemente si se debía incluir a Perdida en la lista de los finalista e también dijo que las novelas de crimen son generalmente «pasadas por alto» por las personas que están en una posición para hacer recomendaciones literarias.

## Adaptación cinematográfica
Pacific Standard, la compañía de producción de la actriz Reese Witherspoon, y 20th Century Fox compraron por USD1,5 millones los derechos para adaptar la novela. Flynn fue contratada para escribir el guion, mientras que Witherspoon fue productora junto con Leslie Dixon, Bruna Papandrea y Ceán Chaffin. La actriz ha dicho que lo que llamó su atención fue el personaje femenino fuerte y el uso de múltiples perspectivas y de una estructura cronológica no lineal. En mayo de 2013, se anunció que David Fincher dirigiría la película con Ben Affleck como Nick y Rosamund Pike como Amy. La película fue estrenada el 3 de octubre de 2014.